# Яковенко, Юрий Викторович
Юрий Викторович Яковенко (укр. Юрій Вікторович Яковенко; род. 19 декабря 1971, Бахмач, Черниговская область) — советский и украинский футболист, нападающий.

## Биография
Начал выступать на взрослом уровне в 1990 году в составе черниговской «Десны», в её составе провёл два сезона во второй лиге СССР и два — в первой лиге Украины.
В 1993 году перешёл в «Кривбасс». Дебютный матч в высшей лиге сыграл 8 августа 1993 года против луганской «Зари», а первый гол забил 8 октября 1993 года в ворота «Днепра». Провёл в составе клуба из Кривого Рога три с половиной сезона, сыграл в высшей лиге 99 матчей и забил 11 голов.
В 1997 году выступал во втором дивизионе России за «Торпедо» (Арзамас), стал лучшим бомбардиром своего клуба с 19 голами. В 1998 году в составе «Торпедо-ЗИЛ» стал победителем зонального турнира второго дивизиона, на следующий год сыграл за команду только один матч в первом дивизионе.
В 1999 году вернулся в «Десну», в её составе в сезоне 2000/01 забил 16 голов и стал серебряным призёром зонального турнира второй лиги. В начале 2002 года перешёл в «Звезду» (Кировоград), стал победителем первой лиги сезона 2002/03. В сезоне 2003/04 сыграл 10 матчей и забил один гол в высшей лиге в составе «Звезды», но в середине сезона вернулся в «Десну». В 2004 году завершил спортивную карьеру.
Всего в высшей лиге Украины сыграл 109 матчей и забил 12 голов. В составе черниговской «Десны» в первенствах СССР и Украины забил 57 голов, входит в десятку лучших бомбардиров клуба за всю историю.
Окончил факультет физвоспитания Черниговского педагогического университета. С 2004 года работает графическим дизайнером.